# پراگ ۲۲
پراگ ۲۲ (به لاتین: Prague 22) یک منطقهٔ مسکونی در جمهوری چک است که در پراگ واقع شده‌است. پراگ ۲۲ ۱۵٫۶۱ کیلومتر مربع مساحت و ۶٬۸۱۲ نفر جمعیت دارد.